# Kamenná Poruba (Žilina)
Kamenná Poruba es un municipio del distrito de Žilina en la región de Žilina, Eslovaquia, con una población estimada a final del año 2024 de 1852 habitantes.
Se encuentra ubicado al oeste de la región, cerca del curso alto del río Váh (cuenca hidrográfica del Danubio) y de la frontera con la región de Trenčín.

## Demografía
| Año        | 1994 | 2004    | 2014    | 2024    |
| ---------- | ---- | ------- | ------- | ------- |
| Población  | 1685 | 1815    | 1857    | 1852    |
| Diferencia |      | +7,71 % | +2,31 % | −0,26 % |

| Año        | 2023 | 2024    |
| ---------- | ---- | ------- |
| Población  | 1860 | 1852    |
| Diferencia |      | −0,43 % |